# Джин фіз

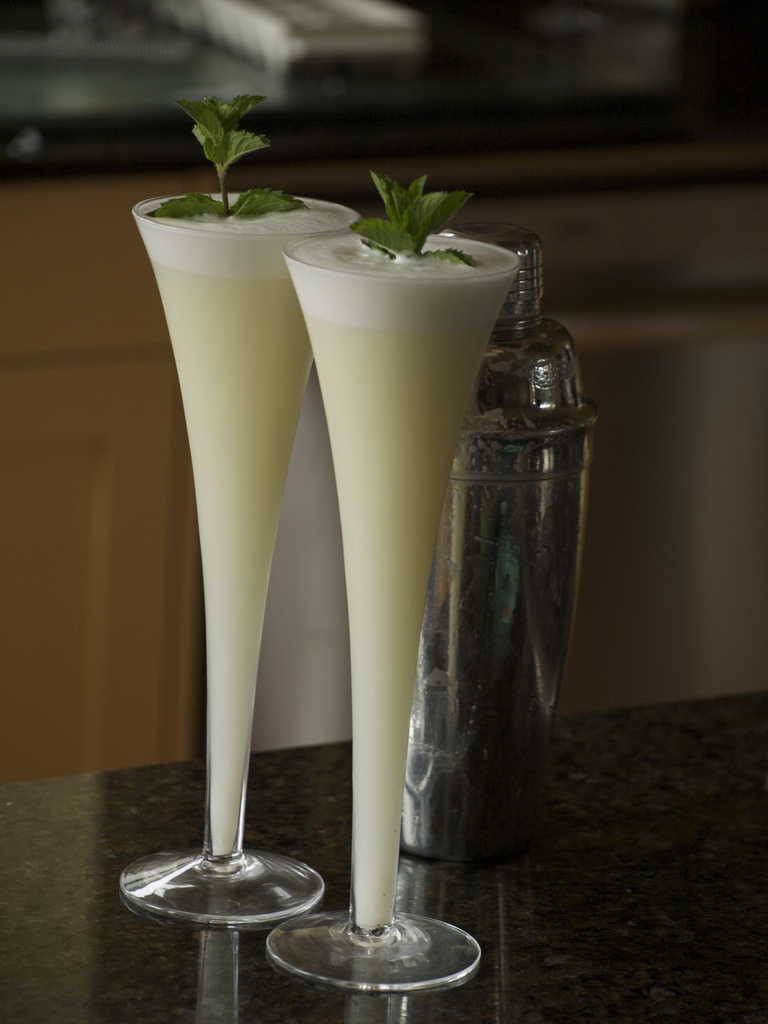
Коктейль «Джин фіз»

Джин фіз (англ. Gin Fizz) — алкогольний коктейль на основі джина, лимонного соку, цукрового сиропу та газованої води. Класифікується як лонґ дрінк (англ. long drink). Належить до офіційних напоїв Міжнародної асоціації барменів (IBA), категорія «Незабутні» (англ. The Unforgettables).

## Спосіб приготування
Склад коктейлю «Джин фіз»:
- джин — 45 мл (4,5 cl);
- лимонний сік — 30 мл (3 cl);
- цукровий сироп — 10 мл (1 cl);
- содова вода — 80 мл (8 cl).

Джин, сироп і сік змішують в шейкері з льодом, потім наливають в стакан та заливають зверху газованою водою. Готовий коктейль прикрашають гарніром у вигляді часточки лимона.